# Graphiurus rupicola
Graphiurus rupicola är en däggdjursart som först beskrevs av Thomas och Hinton 1925.  Graphiurus rupicola ingår i släktet Graphiurus och familjen sovmöss. IUCN kategoriserar arten globalt som livskraftig. Inga underarter finns listade i Catalogue of Life.
Arten förekommer med tre från varandra skilda populationer i Namibia och västra Sydafrika. En individ som kanske tillhör arten hittades i Angola. Habitatet utgörs av klippiga kullar eller bergstrakter utan större växtlighet.
Artens kroppslängd (huvud och bål) är 105 till 119 mm, svanslängden är 96 till 118 mm och en nästan fullvuxen individ vägde 25 g. Bakfötternas längd är cirka 22 mm och öronen är ungefär 18 mm stora. Avvikelser mot andra släktmedlemmar finns främst i storleken, i pälsens färg och i kraniets konstruktion.
På grund av det avplattade huvudet har arten antagligen bra förmåga att gömma sig i bergssprickor. En hona var i september dräktig.